# Llista de peixos del mar d'Aral

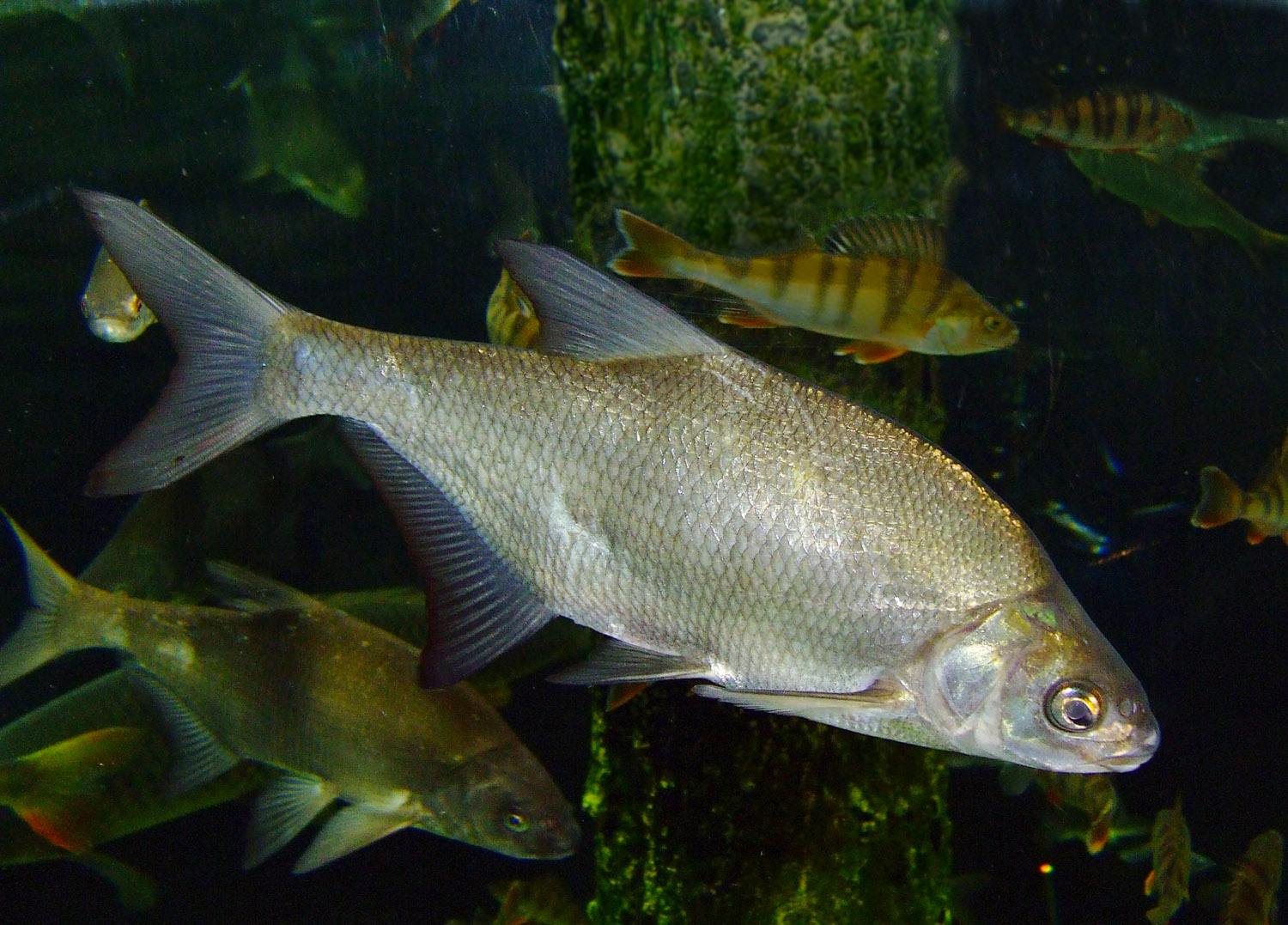
Abramis brama

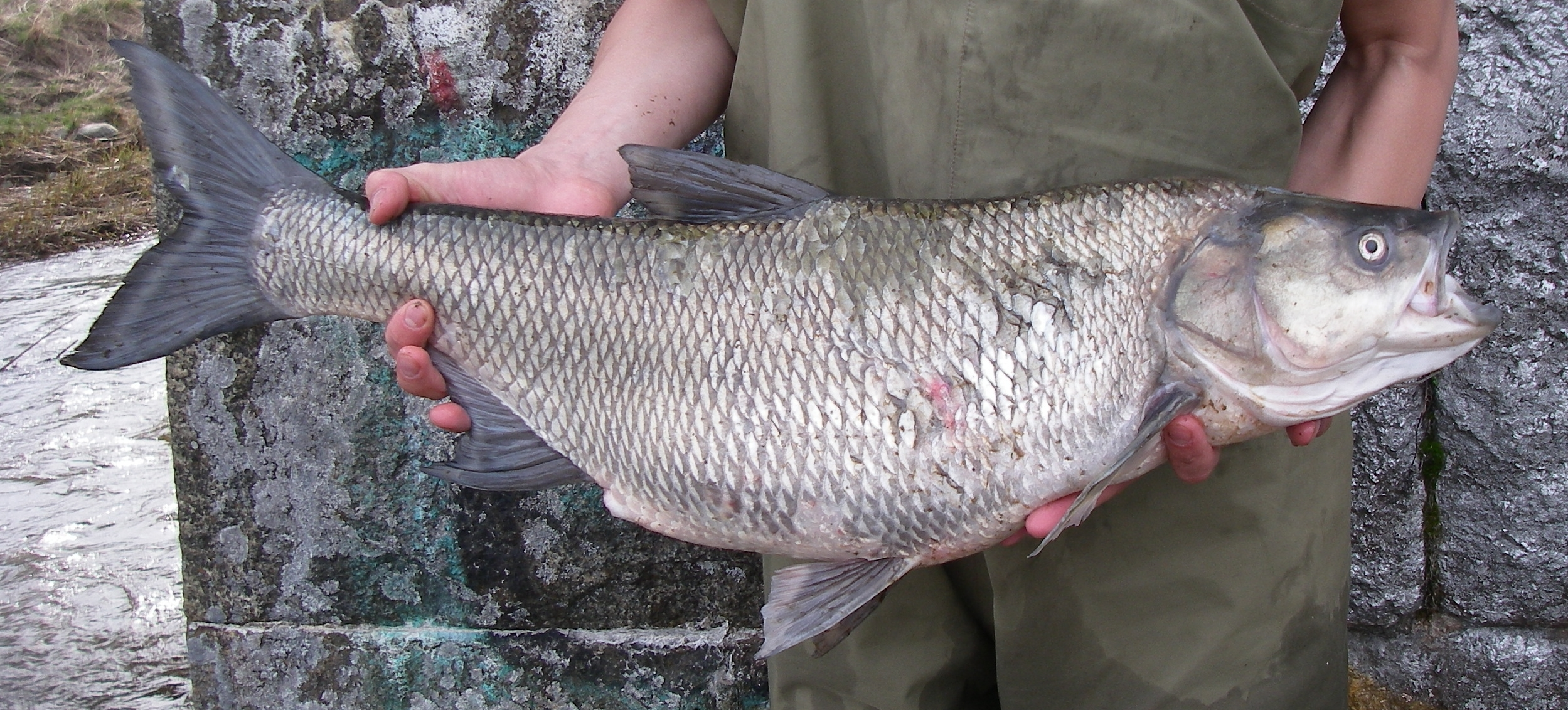
Aspius aspius

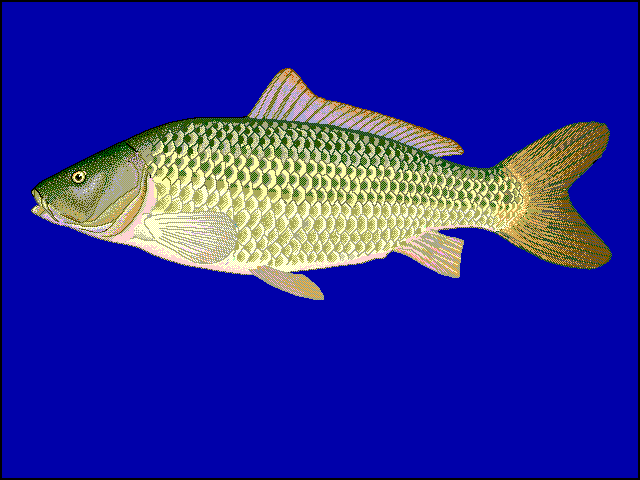
Cyprinus carpio carpio

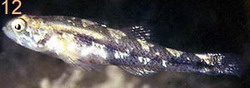
Knipowitschia caucasica

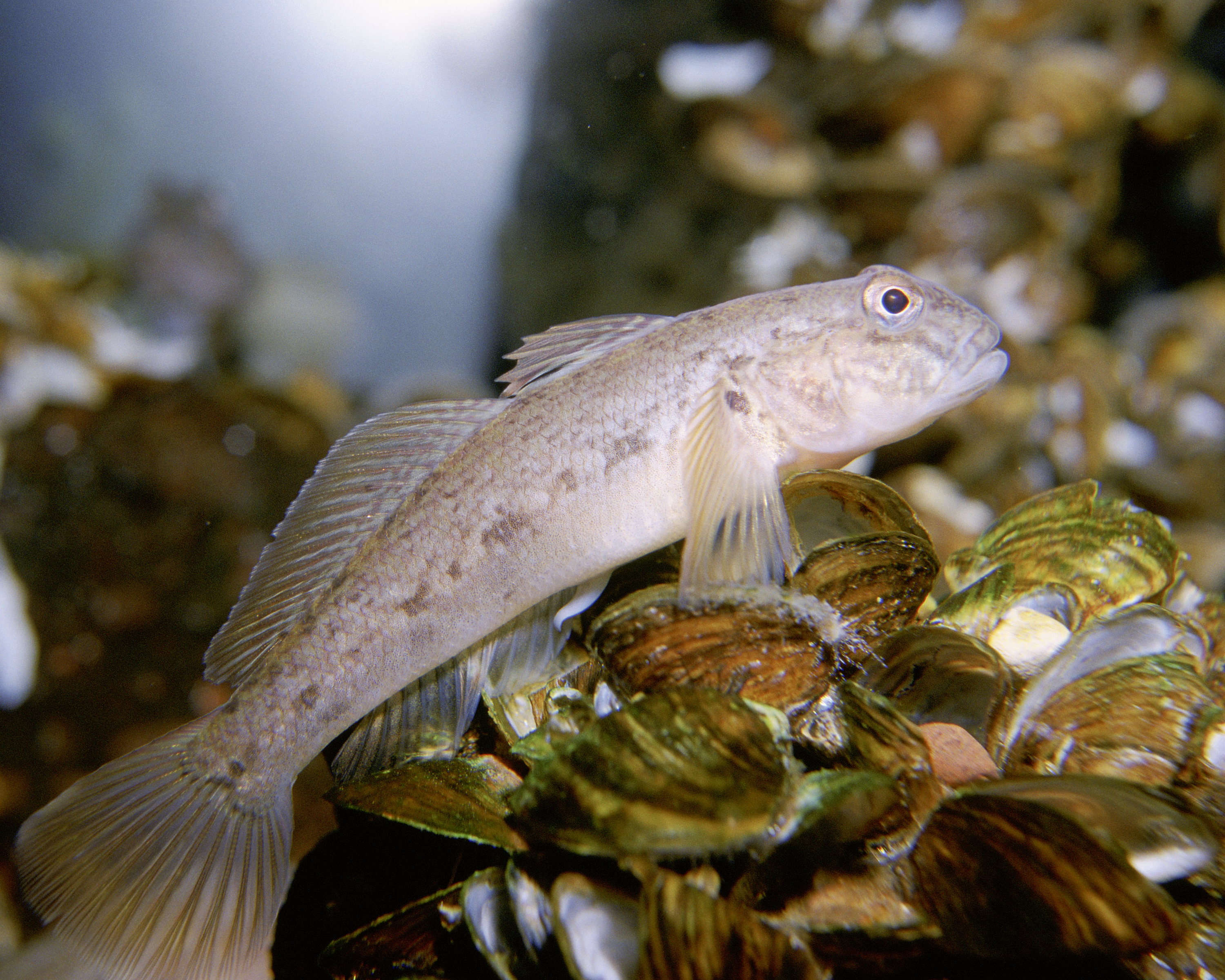
Neogobius melanostomus

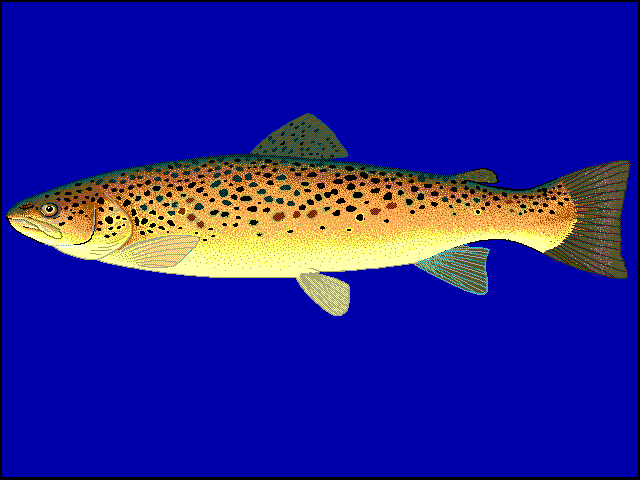
Salmo trutta trutta

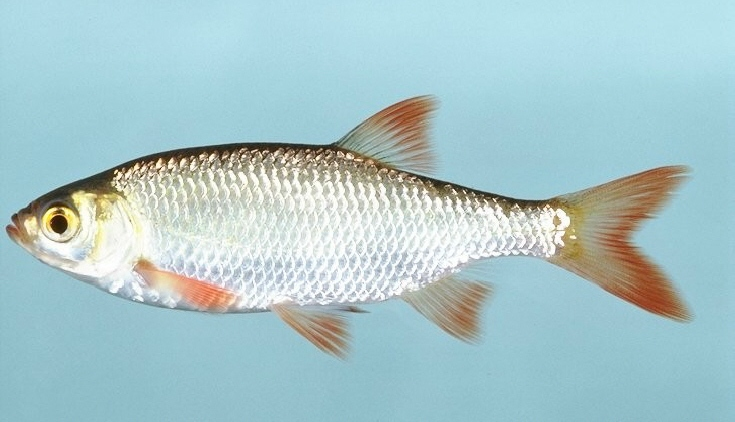
Scardinius erythrophthalmus

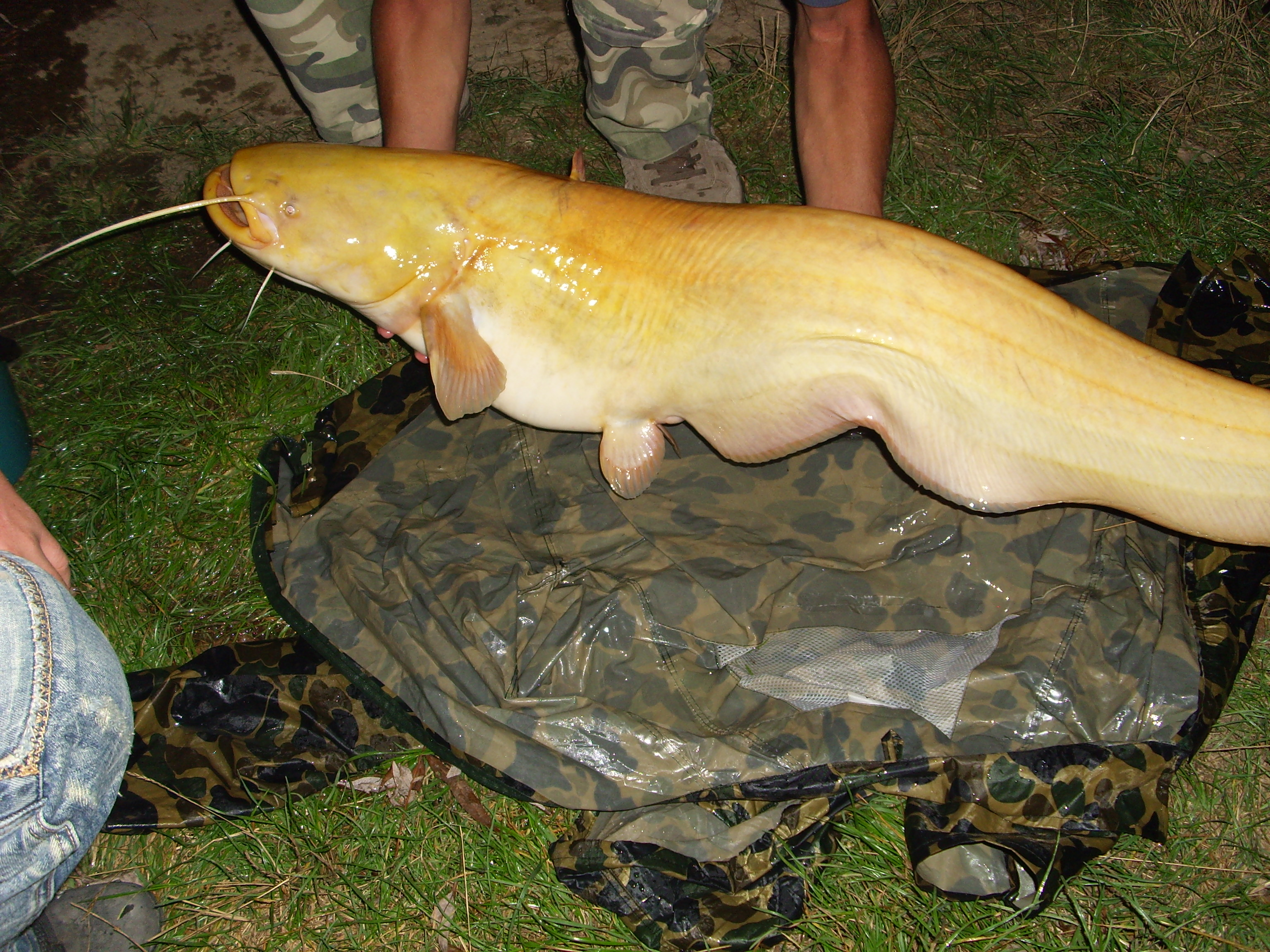
Silurus glanis

Aquesta llista de peixos del mar d'Aral inclou les 24 espècies de peixos que es poden trobar al mar d'Aral ordenades per l'ordre alfabètic de llur nom científic. Una part ja és extinta o en perill o vies d'extinció.

## A
- Abramis brama
- Acipenser nudiventris
- Alburnoides bipunctatus
- Alburnus chalcoides
- Aspius aspius

## B
- Barbus brachycephalus brachycephalus
- Barbus capito capito
- Barbus capito conocephalus

## C
- Channa argus warpachowskii
- Cyprinus carpio carpio

## K
- Knipowitschia caucasica

## N
- Neogobius fluviatilis fluviatilis
- Neogobius melanostomus

## P
- Pelecus cultratus
- Pseudoscaphirhynchus fedtschenkoi
- Pseudoscaphirhynchus hermanni
- Pseudoscaphirhynchus kaufmanni
- Pungitius platygaster

## S
- Sabanejewia aurata aralensis
- Sabanejewia aurata aurata
- Salmo trutta aralensis
- Salmo trutta trutta
- Scardinius erythrophthalmus
- Silurus glanis[1]